# Galeritidae
De Galeritidae zijn een familie van uitgestorven zee-egels (Echinoidea) uit de orde Echinoneoida.

## Geslachten
- Galerites Lamarck, 1801 †
- Rostrogalerus Lambert, 1911 †